# Górki Grochowskie

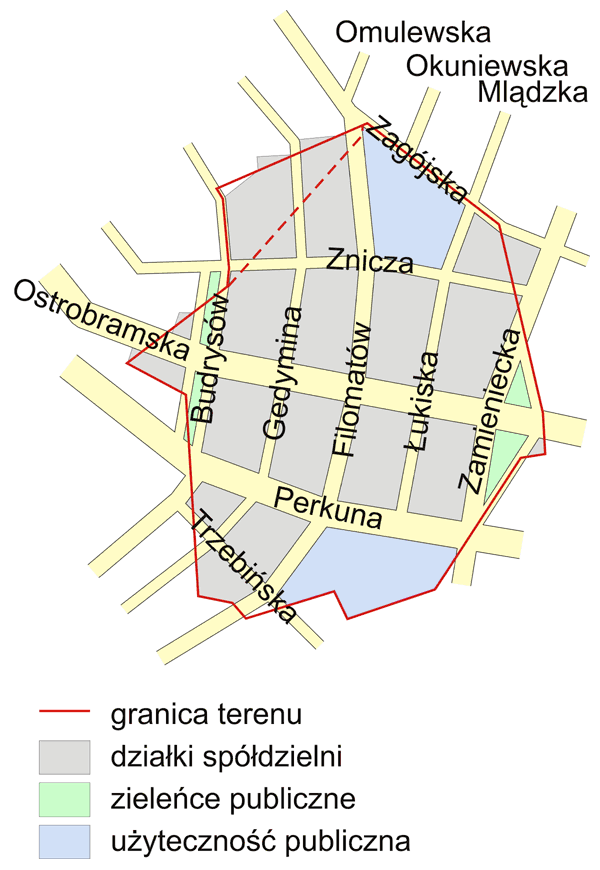
Górki Grochowskie, Oficerska Spółdzielnia Mieszkaniowa „Grochów”, planowana zabudowa terenu po byłym Forcie XI, ok. 1934 r. Zwraca uwagę układ ulic przypominający kontur fortu. Według Google Maps obszar ma powierzchnię ok. 28 ha.

Górki Grochowskie – dawna wieś, która znajdowała się między wsiami Gocław i Grochów I, współcześnie część dzielnicy Pragi-Południe w Warszawie. Należała najpierw do gminy Wawer, a 1 kwietnia 1916 roku została włączona do Warszawy w ramach rozszerzania miasta. Na jej obszarze położony był fort XI carskiej twierdzy Warszawa.
W okresie międzywojennym nazwę tę stosowano w odniesieniu do gruntów pozostałych po splantowanym Forcie XI, a następnie osiedla willowego pracowników państwowych powstałego na ich części. Wielu z nich było oficerami pochodzącymi z Wileńszczyzny. Otrzymali oni zgodę na nadawanie ulicom na osiedlu wileńskich nazw. Teren położony był po obydwu stronach ulicy Ostrobramskiej w Warszawie, w okolicach ulicy Łukiskiej.

## Wieś Górki Grochowskie
Zabudowania wsi Górki Grochowskie obecnie znajdowałyby się mniej więcej w południowej części obszaru ograniczonego przez ulice Grenadierów, Ostrobramską, Zamieniecką i Grochowską na Grochowie Południowym na Pradze-Południe w Warszawie.

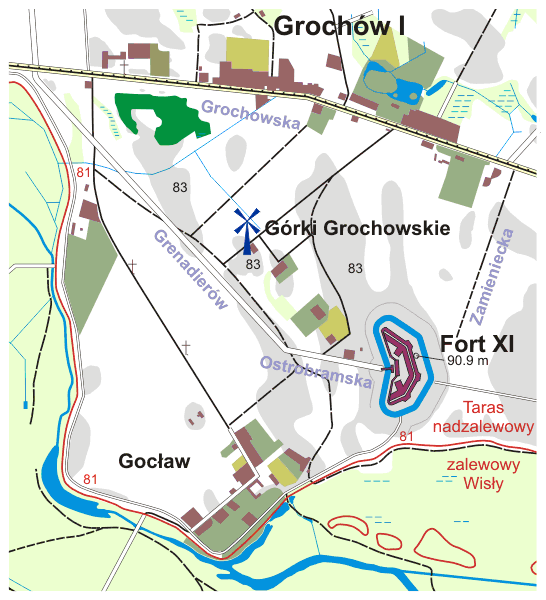
Zabudowania wsi Górki Grochowskie i Fort XI, na podst. mapy z 1914 roku. Naniesione są współczesne nazwy ulic.

Na jej terenie ulokowany był Fort XI carskiej twierdzy Warszawa, wysadzony latem 1913 roku w ramach likwidacji twierdzy.
Wieś Górki Grochowskie należała najpierw do gminy Wawer. Do Warszawy została włączona w 1916 roku, podczas I wojny światowej, po wyjściu Rosjan z Warszawy i wkroczeniu Niemców. W dniu 8 kwietnia generał-gubernator Hans von Beseler ogłosił „Rozporządzenie dotyczące rozszerzenia warszawskiego okręgu miejskiego i wykonania planu dla zabudowania miasta Warszawy”. Wchodziło ono w życie 1 kwietnia.
Zostały wtedy przyłączone do Warszawy w całości gminy Mokotów i Czyste oraz część gmin Bródno, Młociny, Pruszków, Wawer i Wilanów. A z gminy Wawer folwark i wieś Grochów I, folwark i wieś Grochów II z Florentynowem i Emilianowem, wieś Kozia Górka, teren wsi Kawęczyn, wieś Saska Kępa, Gocławska Kępa, folwark Kamionek, wieś Gocław i południowa część łąk folwarku Gocławek, wieś Górki Grochowskie i kolonia Witolin.
Wcześniej rozszerzenie Warszawy wtłoczonej w pierścień podwójnych fortów i obozów wojskowych było blokowane przez rosyjskie władze administracyjne i wojskowe.
Nazwa Górki Grochowskie była używana również później, o czym świadczy na przykład doniesienie prasowe z marca 1917 roku o napadzie na mieszkanie „w Grochowie (Górki Grochowskie)”.

## Tereny poforteczne i oficerska spółdzielnia mieszkaniowa

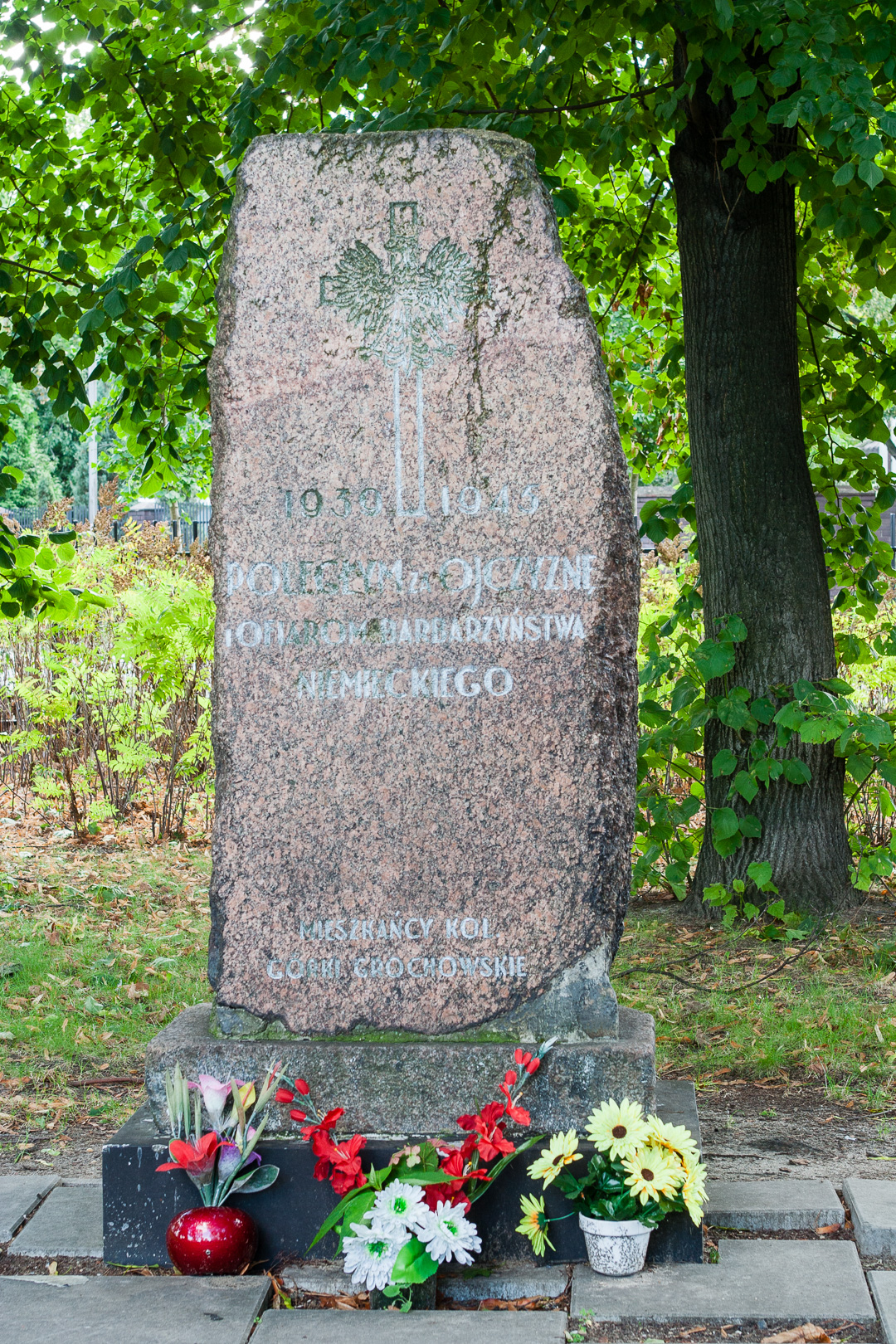
Pomnik ofiar barbarzyństwa niemieckiego 1939–1945 stojący w Parku Znicza, podpisany przez mieszkańców kolonii Górki Grochowskie (im poświęcony).

Na obszarze dawnej wsi Górki Grochowskie znajdowały się tereny po Forcie XI carskiej twierdzy Warszawa.
Grunta te w okresie międzywojennym rozparcelowano i sprzedano na dogodnych warunkach wojskowym, urzędnikom państwowym i nauczycielom. Powstało na nich osiedle willowe pracowników państwowych Górki Grochowskie. Nazwę tę stosowano również w kontekście samych terenów pofortowych.
Teren położony był po obydwu stronach ulicy Ostrobramskiej w Warszawie, w okolicach jej skrzyżowania z ulicą Łukiską.
Na mocy Dekretu Prezydenta Rzeczypospolitej z dnia 29 września 1936 r. o odstąpieniu niektórych nieruchomości państwowych zezwolono na:
- sprzedaż gminie miasta stołecznego Warszawy w celu odstąpienia osobom fizycznym na cele budowlano-mieszkaniowe gruntu o powierzchni nie wyżej 15 ha, położonego w Warszawie na Grochowie, po obu stronach ulicy Ostrobramskiej pod nazwą „Górki Grochowskie”.
- bezpłatne odstąpienie na ogólne potrzeby gminie m. st. Warszawy gruntu o powierzchni nie wyżej 10 ha z terenu pod nazwą „Górki Grochowskie”, położonego w Warszawie po obu stronach ulicy Ostrobramskiej.

Tereny objęte dekretem stanowiły własność Skarbu Państwa i pozostawały pod zarządem Ministerstwa Spraw Wewnętrznych.
Parcelację gruntów przeprowadzała m.in. Oficerska Spółdzielnia Mieszkaniowa „Grochów” (lub Oficerska Spółdzielnia Mieszkaniowo-Budowlana „Grochów”). Jej członkami byli oficerowie przeniesieni służbowo do Warszawy z Wilna. Otrzymali oni zgodę na nadanie ulicom w swoim osiedlu wileńskich nazw. Stąd nazwy ulic Ostrobramska, Filomatów, Budrysów, Gedymina, Perkuna, Łukiska, może Znicza. Na planach m. st. Warszawy z lat 1934–1935 ulice te narysowane są jeszcze linią przerywaną (z wyj. Ostrobramskiej), nie ma tam też nazwy wsi Górki Grochowskie.
Wspomniani wyżej oficerowie osiedlili się w Warszawie w 1929 roku. W ówczesnej prasie można jednak znaleźć krótką informację na temat uroczystości poświęcenia fundamentów domów wznoszonych przez Oficerska Spółdzielnię Mieszkaniowa „Grochów”, zapowiadanej już na 28 listopada 1926 roku. Prezesem Rady Nadzorczej Spółdzielni był generał Eugeniusz Kątkowski. Istnieje pismo władz spółdzielni z 1 maja 1934 roku do jej członków w sprawie warunków uzyskania kredytu w Banku Gospodarstwa Krajowego na budowę własnych siedzib. Według książek telefonicznych z lat 1937-1938 na ulicy Łukiskiej 22 (teren poforteczny) mieściła się Oficerska Spółdzielnia Mieszkan.-Budowl. „Grochów”. Z kolei według książki informacyjno-adresowej z 1930 roku „Kątkowski Eugenjusz, inz. wojsk.” zamieszkiwał na Nowowiejskiej (Śródmieście). W tej samej książce przy kilku adresach po parzystej stronie ulicy Zagójskiej oraz dwóch na samym początku ulicy Grenadierów są podane nazwy kol. górki Grochowskie (najliczniej), os. Górka, Os. Grochów Górki Nr 1. Należy tutaj zwrócić uwagę, że najstarszy odcinek ulicy Ostrobramskiej powstał z południowego fragmentu ulicy Grenadierów i nie ma pewności, której ulicy dotyczą dwa adresy z Grenadierów.
Spółdzielnia była reorganizowana, jej członkowie odsprzedawali działki, czasem za cenę wywindowaną dzięki postawieniu najprostszych budynków.

## Park Znicza
W północnej części międzywojennej kolonii Górki Grochowskie znajduje się założony już po II wojnie światowej Park Znicza, w którym stoi pomnik poległych za ojczyznę ofiar barbarzyństwa niemieckiego, podpisany przez jej mieszkańców. Na planie zagospodarowania spółdzielni obszar zajmowany obecnie przez park naniesiony jest jako „użyteczność publiczna”.

## Na granicy tarasu nadzalewowego Wisły
Teren położony był na styku dwóch jednostek geomorfologicznych – tarasu zalewowego oraz nadzalewowego Wisły (średniego). Podczas wielkiej powodzi z 1929 roku woda przerwała zbudowany na początku wieku wał przeciwpowodziowy na ulicy Wał Miedzeszyński w wyniku czego zalewy sięgnęły do końca Górek Grochowskich.